# PopMatters
《PopMatters》是一本國際線上雜誌，由莎拉·萨普科於1999年創建。該雜誌主要刊登對流行文化的一些評論，涵蓋电视、电影、图书、电子游戏、漫画、體育、戲劇、視覺藝術、旅行和互联网等領域。

## 外部連結
- 官方網站（页面存档备份，存于）